# 고모역
고모역(Gomo station, 顧母驛)은 대구광역시 수성구 고모동에 있는 경부선의 철도역이다. 현재는 열차가 운영되지 않으나, 2018년 문화사업에 선정되어 복합문화공간으로 만들어져 운영되고 있다.

## 역사
1925년에 영업을 시작했으며, 현재의 역사는 1957년에 지어진 것이다. 2004년 7월 15일에 여객 취급이 중단되었고, 2006년 11월 1일에 무배치간이역으로 격하됐다. 2005년에 가천역이 개업했기 때문에, 이 역은 화물도 취급하지 않는다. 역 앞으로는 수성2번만 운행 중이다. 범안로 고가도로에서도 보이는 고모역 육교는 2003년에 8억 9천만 원을 들여 대구광역시에서 설치했으나, 여객 취급이 중단된 이후에는 재정 낭비라는 비판을 받았다. 다만 동대구역 구내가 포화된 현재는 몇몇 여객열차들이 회차할 목적으로 고모역으로 들어오는 경우가 있기 때문에, 구내 관리용으로 이 육교를 이용할 수는 있다.
노래 "비 내리는 고모령"의 "고모령"이 이 역 인근에 있다.
2018년 새롭게 복합문화공간으로 재단장되었고, 역 내부에 문화공원이 조성됐다. 단절된 폐역사를 재생하여 고모역의 의미를 재발견하고 새로운 문화적 가치를 창조하는 것을 목표로 한다. 고모역은 현재 세대와 세대를 이어주는 의미 있는 장소로서, 어른들에게는 향수를, 아이들에게는 역사를 되돌아보며 미래를 이야기하는 문화의 플랫폼으로 기능하고 있다.

## 배선도
고모역과 가천역의 배선도는 다음과 같다. 고모역 선로 옆으로는 부산역 방향의 경부고속선이 나란히 있지만, 동대구역에 바로 고속 연결선이 있기 때문에 고모역은 분기역이 아니다.

## 연혁
- 1925년 11월 1일 : 영업 개시[4]
- 1931년 6월 5일 : 보통역으로 승격
- 1949년 11월 12일 : 역사전소로 소화물차를 임시역사로 사용
- 1957년 9월 29일 : 현재의 역사 준공
- 1977년 5월 16일 : 소화물 취급중지
- 2003년 7월 29일 : 전자연동장치 설치, 구내모양 변경
- 2004년 7월 16일 : 여객취급 중단
- 2006년 11월 1일 : 무배치 간이역으로 격하
- 2018년 고모역복합문화공간으로 재단장

## 체험
느린우체통(엽서보내기)체험, 그림 그리기 체험, 역무원 체험, 추억의 음악 감상 등의 체험을 할 수 있다.

## 교통
버스를 이용할 경우 수성2번 버스를 타고 고모역 앞에서 하차하면 된다.
지하철을 이용하면 2호선 연호역에서 하차 후 4번 출구로 나와 고모동입구 정류장에서 환승하거나, 2호선 고산역에서 하차 후 4번 출구로 나와 고산2동 주민센터 정류장에서 환승한다.

## 같이 보기
- 연호역
- 가천역
- 경산 열차 추돌사고
- 고모역 열차 추돌사고